# Kim (Tchad)
Pour les articles homonymes, voir Kim.
Kim est une localité du Tchad au bord du Logone.
Elle est le chef-lieu d'une des sept sous-préfectures du département du Mayo-Boneye.